# Neossiosynoeca agnosta
Neossiosynoeca agnosta är en fjärilsart som beskrevs av Turner 1935. Neossiosynoeca agnosta ingår i släktet Neossiosynoeca och familjen plattmalar. Inga underarter finns listade i Catalogue of Life.